# 戈萊特峰
戈萊特峰（英語：Gowlett Peaks）是南極洲的山峰，位於麥克羅伯特森地，處於阿納雷冰原島峰東北面15公里，在1955年11月由澳大利亞探險隊發現，現時由南極條約體系管理。